# Ezekias Papaioannou
Ezekias Papaioannu (in greco: Εζεκίας Παπαϊωάννου; Kellaki, 8 ottobre 1908 – 10 aprile 1988) è stato un politico cipriota, dal 1949 al 1988 segretario generale del Partito Progressista dei Lavoratori.